# 岳东
岳东，南京邮电大学先进技术研究院院长、教授，主要从事自动化等方面的研究工作。入选中华人民共和国教育部2009年度“长江学者”特聘教授，中国国务院特殊津贴获得者。
本科就读于桂林电子科技大学，1995年在华南理工大学自动化系获得博士学位，1995年至1997年中国矿业大学从事博士后研究。